# Kostrzyca (województwo dolnośląskie)
Kostrzyca (niem. Quirl) – wieś w Polsce, położona w województwie dolnośląskim, w powiecie karkonoskim, w gminie Mysłakowice, nad potokiem Jedlica, dopływem rzeki Łomnica.
W latach 1975–1998 wieś administracyjnie należała do województwa jeleniogórskiego.
| SIMC    | Nazwa   | Rodzaj    |
| ------- | ------- | --------- |
| 1063770 | Ciszyca | część wsi |
| 1063793 | Gąska   | część wsi |
| 1063818 | Popów   | część wsi |
| 1063824 | Skiba   | część wsi |

W miejscowości był przystanek kolejowy Kostrzyca.

## Nazwy historyczne
- 1403 Twirl
- 1491 Quirl
- 1677 Qirdel
- 1687 Quierl
- 1786 Quirl
- 1945 Gniewków
- 1946 Kostrzyca